# سينوب (ماتو غروسو)

موقع مدينة سينوب ضمن ولاية ماتو غروسو البرازيلية

سينوب (بالبرتغالية: Sinop‏) مدينة تقع في ولاية ماتو غروسو في غرب البرازيل. تأسست المدينة عام 1974، ويبلغ عدد سكان المدينة نحو 115,000 نسمة (2009). يتركز النشاط الاقتصادي في المدينة على القطاع الخدمي إضافة الزراعة وتجارة الأخشاب. ويخدم المدينة مطار سينوب الذي يبعد 13 كيلومترا عن وسط المدينة.

## أعلام
- ريكاردو ألفيس بيريرا